# Buenaventura
Buenaventura é um município da Espanha na província de Toledo, comunidade autónoma de Castilla-La Mancha, de área 36 km² com população de 493 habitantes (2007) e densidade populacional de 13,69 hab./km².

## Localização
Localiza-se no norte da província de Toledo.
| Noroeste: Lanzahíta     | Norte: Pedro Bernardo | Noreste: Almendral de la Cañada |
| Oeste: Mombeltrán       |                       | Este: Navamorcuende             |
| Sudoeste: Navamorcuende | Sul: Navamorcuende    | Sudeste: Navamorcuende          |

## Demografia
| Variação demográfica do município entre 1991 e 2004 | Variação demográfica do município entre 1991 e 2004 | Variação demográfica do município entre 1991 e 2004 | Variação demográfica do município entre 1991 e 2004 |
| --------------------------------------------------- | --------------------------------------------------- | --------------------------------------------------- | --------------------------------------------------- |
| 1991                                                | 1996                                                | 2001                                                | 2004                                                |
| 571                                                 | 553                                                 | 541                                                 | 514                                                 |